# (229762) Gǃkúnǁʼhòmdímà
(229762) Gǃkúnǁʼhòmdímà est un objet épars (SDO) de magnitude absolue 3,46 ce qui le qualifie comme un candidat au statut de planète naine. Son excentricité de 0,48 suggère qu'il fut gravitationnellement perturbé. Il viendra à son périhélie autour de 2046.
Il a été observé 58 fois au cours de 9 oppositions depuis 1982.
Ce corps a été découvert par M. E. Schwamb, D. L. Rabinowitz et Mike Brown en 2007.
Son diamètre est estimé à 614 ± 15 km et celui de son satellite Gǃòʼé ǃHú (désignation provisoire S/2008 (229762) 1) à 112 ± 76 km. Celui-ci orbite avec un demi-grand axe de 6 035 ± 48 kilomètres.

## Nom
Le nom de ce corps, « Gǃkúnǁʼhòmdímà », et celui de son satellite, « Gǃòʼé ǃHú »,, prononcés respectivement [ᶢᵏǃ͡χʼṹᵑ̊ǁʰòmdímà] et [ᶢǃòˀé ǃʰú] en juǀʼhoan — une langue de Namibie —, ont été proposés à l'Union astronomique internationale et officiellement approuvés le 6 avril 2019,.
Gǃkúnǁʼhòmdímà est la jolie fille-oryctérope de la mythologie juǀʼhoan, qui apparaît parfois, dans les histoires d'autres peuples san, sous la forme d'une fille-python ou d'une fille-éléphant. Elle défend son peuple et punit les malfaisants au moyen d'épines de gǁámígǁàmì, d'un nuage de grêle et de sa corne d'oryx magique, Gǃòʼé ǃHú. Le nom « Gǃkúnǁʼhòmdímà » vient de gǃkún, « oryctérope », ǁʼhòm (mà), « (jeune) femme », et du suffixe féminin dí.
Ces deux noms sont les premiers provenant d'une langue qui utilise des clics à avoir été approuvés par le groupe de travail sur la nomenclature des petits corps de l'Union astronomique internationale.